# Mediengruppe Pressedruck
Die Mediengruppe Pressedruck ist eine Gruppe von deutschen Medienunternehmen, Druckereien und Dienstleistungsgesellschaften, die von der Presse-Druck- und Verlags-GmbH mit Sitz in Augsburg geführt wird. Sie produziert die Tageszeitungen Augsburger Allgemeine (größte bayerische Abonnement-Zeitung) sowie deren Lokalausgaben (Verbreitungsgebiet Regierungsbezirk Schwaben, Landkreis Neuburg-Schrobenhausen und Landkreis Landsberg am Lech), Onlineauftritte und Anzeigenblätter, hält Beteiligungen an weiteren Tageszeitungen (Allgäuer Zeitung in Kempten, ehemals Nordkurier in Neubrandenburg), betreibt mehrere Hörfunk- und Fernsehstationen und Produktionsgesellschaften, Logistik- und andere Dienstleistungs-Tochtergesellschaften sowie Druckereien.
Außerdem betreut die Mediengruppe zusammen mit dem Allgäuer Zeitungsverlag die Stiftung „Kartei der Not“ (ein Hilfswerk für Bedürftige aus dem Verbreitungsgebiet) und ist Veranstalterin des Golfturniers Augsburger Presse-Cup zugunsten der Kartei der Not sowie Veranstalterin des Augsburger Presseballs.
2010 erfolgte die Übernahme der Mediengruppe Main-Post. Im November 2011 übernahm die Mediengruppe Pressedruck 51 Prozent der Anteile am Südkurier Medienhaus, Ende 2013 übernahm sie die restlichen 49 %.

## Struktur

### Zeitungsgruppe
- Augsburger Allgemeine: Beteiligung 100 %
- Mediengruppe Main-Post, Würzburg: Beteiligung 100 %
- Südkurier Medienhaus, Konstanz: Beteiligung  100 %[4]
- Allgäuer Zeitungsverlag, Kempten: Beteiligung 50 %
- Nordkurier, Neubrandenburg: Beteiligung 33,33 % (1991–2021); weitere Gesellschafter des Nordkurier waren die Kieler Zeitung Verlags und Druckerei KG-GmbH & Co. und der Schwäbische Verlag (Herausgeber der Schwäbischen Zeitung; seit 2021 alleiniger Gesellschafter).
- extra (wöchentlich mit 20 regionalen Ausgaben im Raum Bayerisch-Schwaben erscheinendes Anzeigenblatt)
- Newsfactory GmbH, Augsburg (ein 1997 gegründeter Internetdienste-Anbieter)
- Dialog-Factory GmbH, Augsburg (ein 1999 gegründetes Callcenter mit rund 100 Mitarbeitern)
- vmm wirtschaftsverlag GmbH & Co. KG, Augsburg, im Juli 2000 von der Vogel Medien Gruppe übernommen; Herausgabe mehrerer regionaler IHK-Zeitschriften, zahlreicher Kunden- und Mitarbeiterzeitschriften von Unternehmen und andere Publikationen sowie Betrieb von Online-Portalen.

### rt1.media group
Die rt1.media group betreibt lokale Hörfunk- und Fernsehsender, sowie eine Fernsehproduktionsfirma. Hauptsitz des Unternehmens ist Augsburg. Weitere Niederlassungen gibt es in Berlin, Köln, München, Nürnberg und Kempten. Im Bereich Hörfunk betreibt die rt1.media group die Lokalradio-Kette hitradio.rt1 network mit den Stationen Hitradio RT1, Hitradio RT1 Neuburg-Schrobenhausen, Hitradio RT1 Südschwaben und Hitradio RT1 Nordschwaben. Außerdem produziert die rt1.media group die DAB-Sender rt1 in the mix und rt1 Relax, sowie einige Webstreams mit musikalischen Schwerpunkten. Der zweite Bereich der rt1.media group ist die Fernsehproduktion, die innerhalb der rt1.tv production GmbH gebündelt ist. Weitere Beteiligungen hält die rt1.media group an zahlreichen lokalen und regionalen Rundfunkunternehmen wie z. B. augsburg.tv, Regio TV Schwaben, allgäu.tv, Sat.1 Bayern, Radio Top FM, Radio Gong 96,3 etc.

### Logistik
- Direktwerbung Bayern GmbH, Hauptsitz Nördlingen, Logistikzentrum in Augsburg: Prospektverteilung im Bereich der Regierungsbezirke Schwaben und Oberbayern, gegründet 2007 durch Fusion mehrerer Direktverteilunternehmen, rund 5.500 Zusteller. Seit 2005 Kooperation mit Direktwerbung Allgäu (früher Buchmann Werbung), Kempten.
- pd.MEDIENLOGISTIK GmbH (pd.M), Augsburg: Die pd.MEDIENLOGISTIK GmbH ist 2019 durch die Fusion der Firmen Logistic-Mail-Factory (2002), MIMO (2016) und Logistic-Factory (2000) entstanden. Pd.M übernimmt die komplette Wertschöpfungskette der Logistik für die Mediengruppe Pressedruck und externe Kunden (Briefdienstleister & Lettershop und Verlags- und Medienlogistik). Die Marke LMF-Postservice bleibt weiter bestehen.
- ZSP Zustellservice-Plus GmbH & Co. KG, Zustelldienstleister für tägliche Zustellung von Presse- und Printerzeugnissen sowie Briefsendungen, 2002 gegründet

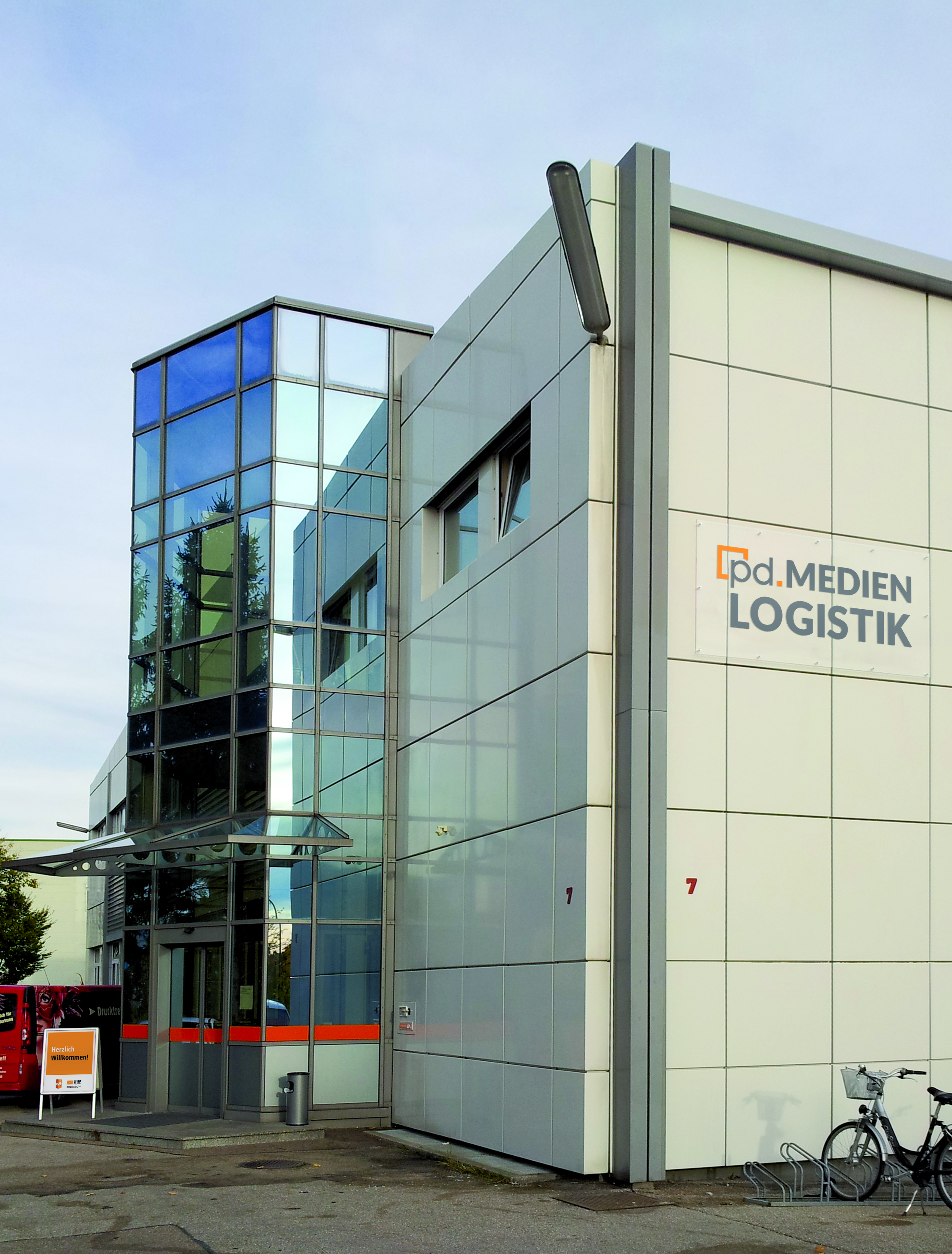
Firmengebäude pd.MEDIENLOGISTIK

### Druck und sonstige Dienstleistungen
- Presse-Druck- und Verlags-GmbH, Augsburg: Verlag, Chefredaktion, Produktionsplanung und Steuerung
- Mediengruppe Pressedruck Dienstleistungs-GmbH & Co. OHG: Finanz- und Rechnungswesen, IT, Personal und Recht sowie Werksdienste
- Medienzentrum Augsburg GmbH: technische Anzeigenbearbeitung, gegründet im März 2007
- Medien-Akademie Augsburg GmbH: Ausbildung des Nachwuchses der Mediengruppe und Fortbildung der Mitarbeiter im journalistischen („Günter Holland Journalistenschule“), technischen und kaufmännischen Bereich

### Beteiligung an Online-Startups
Über die Tochtergesellschaft PDV Inter-Media Venture GmbH beteiligt sich die Mediengruppe Pressedruck mit Risikokapital (venture capital) allein oder gemeinsam mit weiteren Geldgebern an mediennahen Jungunternehmen (Startups) aus den Bereichen Webdienstleistungen, Internet- und Mobilanwendungen, die Synergieeffekte innerhalb der Mediengruppe versprechen.

## Leitung und Eigentumsverhältnisse
Die Mediengruppe Pressedruck ist zu jeweils 50 Prozent im Besitz der Familien Holland und Scherer. Gesellschafterinnen sind nach dem Tod Ellinor Hollands ihre beiden Töchter Alexandra Holland und Ellinor Scherer. Ellinor Holland, Herausgeberin der Augsburger Allgemeinen, war die Tochter von Curt Frenzel, der 1945 die Schwäbische Landeszeitung – die spätere Augsburger Allgemeine – gegründet hatte und 1970 verstarb. Nach Frenzels Tod trat sie selbst in die Geschäftsleitung ein und ihr Mann Günter Holland wurde Chefredakteur. Günter Holland verstarb 2006, Ellinor Holland im Jahr 2010. Die Geschäftsführer der gruppenführenden Presse-Druck- und Verlags-GmbH sind Axel Wüstmann (Vorsitzender), Marcus Strohmayr und Michael Eder. Alexandra Holland wurde 2009 Herausgeberin der Augsburger Allgemeinen.